# Zenon Piątkowski (polityk)
Zenon Edmund Piątkowski (ur. 19 maja 1950 w Szczecinie) – polski działacz partyjny i państwowy, I sekretarz Komitetu Miejskiego (1984–1989) i Wojewódzkiego (1989–1990) PZPR w Toruniu.

## Życiorys
Syn Edmunda i Jadwigi. Kształcił się w rocznym studium teorii i praktyki propagandy socjalistycznej przy Wieczorowym Uniwersytecie Marksizmu-Leninizmu w Toruniu (1977) i na kursie szkoleniowym dla I sekretarzy Komitetów Miejskich PZPR w Moskwie (1985). W 1973 wstąpił do Polskiej Zjednoczonej Partii Robotniczej, był m.in. delegatem na X Zjazd PZPR w 1986.
Od 1966 członek Związku Młodzieży Socjalistycznej, przewodniczył zarządowi szkolnemu ZMS w Technikum Mechaniczno-Elektrycznym w Toruniu (1967–1969) i należał do komisji szkolnej zarządu miejskiego ZMS (1969–1971). Od 1976 do 1981 członek władz Wojewódzkiego Związku Socjalistycznej Młodzieży Polskiej w Toruniu, był I sekretarzem tamtejszego POP PZPR. Pełnił funkcję wicedyrektora i dyrektora Wojewódzkiego Uniwersytetu Robotniczego przy ZSMP (1976–1981). Od 1988 członek rady wojewódzkiej Patriotycznego Ruchu Odrodzenia Narodowego. Pełnił funkcje sekretarza ds. propagandy (1981–1984) i I sekretarza (styczeń 1984–wrzesień 1989) Komitetu Miejskiego PZPR w Toruniu. Od 1986 członek sekretariatu, a od września 1989 do stycznia 1990 ostatni I sekretarz toruńskiego Komitetu Wojewódzkiego PZPR. Później był m.in. wspólnikiem spółki budowlanej.